# Corporação de Rádio e Televisão da Turquia
A Corporação de Rádio e Televisão da Turquia (em turco: Türkiye Radyo Televizyon Kurumu; sigla: TRT) é uma emissora pública turca de televisão e rádio. É um membro ativo da União Europeia de Radiodifusão (EBU) e responsável pela presença do seu país na Eurovisão.
Cerca de 70% do financiamento do TRT é proveniente de uma taxa na conta de eletricidade e de uma taxa de licenciamento de receptores de rádio e de televisão. Como se trata de impostos hipotecários, ao contrário do dinheiro proveniente de fundos do governo geral, o princípio é semelhante ao da licença de televisão cobrada em vários outros países, como a BBC no Reino Unido. O restante do financiamento da TRT vem de verbas governamentais (cerca de 20%), sendo 10% provenientes de publicidade.
Os canais da TRT são os seguintes:
- De televisão nacionais: TRT 1, TRT Haber, TRT Spor, TRT Diyanet, TRT Kurdî, TRT Çocuk, TBMM TV, TRT Müzik, TRT Belgesel, TRT HD, TRT Okul, TRT el Türkiye e TRT 4K
- De televisão internacionais: TRT World, TRT Avaz e TRT Türk
- De televisão extintos: TRT 3 HD, TRT 3, TRT 2, TRT 4, Turizm Radyosu, TRT GAP e TRT International
- De rádi: Radyo 1, TRT FM, Radyo 3, Radyo 4, Radyo 6, TRT Nağme, TRT Avrupa FM, TRT Türkü e Voz da Turquia